# Listă de conducători de stat din 850
846 - 847 - 848 - 849 - 850 - 851 - 852 - 853 - 854
Aceasta este o listă a conducătorilor de stat din anul 850:

## Europa
- Amalfi: Marin (prefect, 839-860, 866-cca. 870)
- Anglia, statul anglo-saxon Northumbria: Osberht (rege, 848-862/863, 867)
- Anglia, statul anglo-saxon East Anglia: Ethelweard (după 850)
- Anglia, statul anglo-saxon Mercia: Beorhtwulf (rege, 839-852)
- Anglia, statul anglo-saxon Wessex: Ethelwulf (rege, 839-855)
- Aquitania: Rainulfe I (duce, 845-866)
- Asturia: Ramiro I (rege, 842-850) și Ordono I (rege, 850-866; totodată, rege al Leonului, 855-866)
- Bari: Kalfün (emir, 847-852)
- Bavaria: Ludovic al II-lea Germanicul (rege din dinastia Carolingiană, 817-876; ulterior, rege al Germaniei, 843-876)
- Benevento: Radelchis I (principe, 839-851)
- Bizanț: Mihail al III-lea Bețivul (împărat din dinastia Amoriană, 842-867)
- Bretania: Nominoe (rege, 843-851)
- Bulgaria: Presian (han, 836-852)
- Capua: Lando I (conte, 843-861)
- Castilia: Rodrigo (conte, 850-cca. 873)
- Cordoba: Abu'l-Mutarrif Ab ar-Rahman al II-lea ibn al-Hakam (I) (emir din dinastia Omeiazilor, 822-852)
- Creta: Umar ben Hafs ben Shuayb ben Isa al-Ghaliz al-Ikritish (emir, 828-855)
- Croația: Trpimir I (cneaz din dinastia Trpimirovic, cca. 845-864)
- Franța: Carol al II-lea cel Pleșuv (rege din Dinastia_Carolingiană, 843-877; ulterior, rege al Lotharingiei, 869-870; ulterior, împărat occidental, 875-877; ulterior, rege al Italiei, 875-877)
- Friuli: Eberhard (margraf, 846-863)
- Gaeta: Constantin (consul, 839-866)
- Germania: Ludovic al II-lea Germanicul (rege din dinastia Carolingiană, 843-876; anterior, rege al Bavariei, 817-876)
- Gruzia, statul Abhazia: Dimitrie al II-lea (rege, 837/838-872/873)
- Gruzia, statul Tao-Klardjet: Bagrat I (rege din dinastia Bagratizilor, 842/843-876)
- Imperiul occidental: Lothar I (împărat din dinastia Carolingiană, 843-855; anterior, rege al Bavariei, 814-817; totodată, rege al Italiei, 822-855)
- Italia: Lothar I (rege din dinastia Carolingiană, 822-855; anterior, rege al Bavariei, 814-817; ulterior, împărat occidental, 843-855) și Ludovic al II-lea cel Tânăr (rege din dinastia Carolingiană, 844-875; ulterior, împărat occidental, 855-876)
- Moravia Mare: Rastislav (cneaz, 846-870)
- Neapole: Sergius I (duce, 839/840-863/864)
- Salerno: Siconulf (principe, 840-851)
- Scoția: Kenneth mac Alpin (rege, 848-858; anterior, rege în Dalriada, 840-848 și rege al picților, 842/843-848)
- Serbia: Mutimir, Strojimir și Gojnik (cneji din dinastia lui Viseslav, ?-cca. 860)
- Sicilia: Abu'l-Abbas Muhammad ibn al-Aghlab Abi Affan (emir din dinastia Aghlabizilor, 841-856)
- Spoleto: Guy I (duce din familia Guideschi, 842-859)
- Statul papal: Leon al IV-lea (papă, 847-855)
- Toscana: Adalbert I (margraf, 847-886)
- Toulouse: Fredelon (conte, 849/850-852)
- Veneția: Pietro Tradonico (doge, 836-864)

## Africa
- Aghlabizii: Abu'l-Abbas Muhammad ibn al-Aghlab Abi Affan (emir din dinastia Aghlabizilor, 841-856)
- Idrisizii: Iahia I ibn Muhammad (imam din dinastia Idrisizilor, 849-863)
- Kanem-Bornu: Fune (cca. 835-cca. 893)

## Asia

### Orientul Apropiat
- Bizanț: Mihail al III-lea Bețivul (împărat din dinastia Amoriană, 842-867)
- Califatul abbasid: Abu'l-Fadl Djafar al-Mutauakkil ibn al-Mutasim (calif din dinastia Abbasizilor, 847-861)
- Samanizii: Ahmad I ibn Asad ibn Saman (emir din dinastia Samanizilor, 819-864)

### Orientul Îndepărtat
- Birmania, statul Arakan: Pawlataing Chandra (rege din dinastia Chandra, 849-875)
- Birmania, statul Mon: Wimala (rege, 837-854)
- Cambodgea, Imperiul Kambujadesa (Angkor): Jayavarman al II-lea (împărat, 802-854)
- Cambodgea, statul Tjampa: Harivarman I (rege din a cincea dinastie, 803?/817?-854)
- China: Xuanzong (împărat din dinastia Tang, 847-859)
- Coreea, statul Silla: Munsong (Kyongong) (rege, din dinastia Kim, 839-857)
- India, statul Chalukya răsăriteană: Vijayaditya al III-lea (rege, 848-892)
- India, statul Chola: Vijayalaya (rege, cca. 850-cca. 871)
- India, statul Gurjara Pratihara: Bhoja I (rege, înainte de 836-cca. 885)
- India, statul Pallava: Nandivarman al III-lea (rege din a treia dinastie, 844-866)
- India, statul Raștrakuților: Amoghavarșa (sau Sarva) I (rege, 814-878)
- Japonia: Ninmyo (împărat, 833-850) și Montoku (împărat, 850-858)
- Kashmir: Utpalapida (rege din dinastia Karkota, ?-857) (?)
- Sri Lanka: Sena al II-lea (rege din dinastia Silakala, 844-879)